# Przychłonka
Przychłonka, perylimfa (łac. perilympha) – płyn wypełniający przestrzeń przychłonkową znajdującą się między ścianą wewnętrzną błędnika kostnego, a ścianą błędnika błoniastego. Składem przypomina płyn mózgowo-rdzeniowy, zawiera dużą ilość jonów sodu oraz małą ilość jonów potasu.